# North Grand Island Bridge
Le North Grand Island Bridge est un pont de l'État de New York, dans le nord-est des États-Unis. Ce pont routier livré en 1935 permet à l'Interstate 190 de franchir la Niagara entre Grand Island dans le comté d'Érié et Niagara Falls dans le comté de Niagara.